# Cory Chase
Cory Chase, pseudonimo di Audrey Witzberger (New Jersey, 25 febbraio 1981), è un'attrice pornografica statunitense.

## Biografia
È nata e cresciuta nel New Jersey e, dopo aver finito il liceo, ha servito nella Guardia Nazionale degli Stati Uniti per 8 anni, arrivando al grado di sergente. Ha studiato medicina ed ha lavorato come paramedico, oltre ad altre mansioni minori come pet-sitter, cameriera e addetta alla reception.

## Carriera

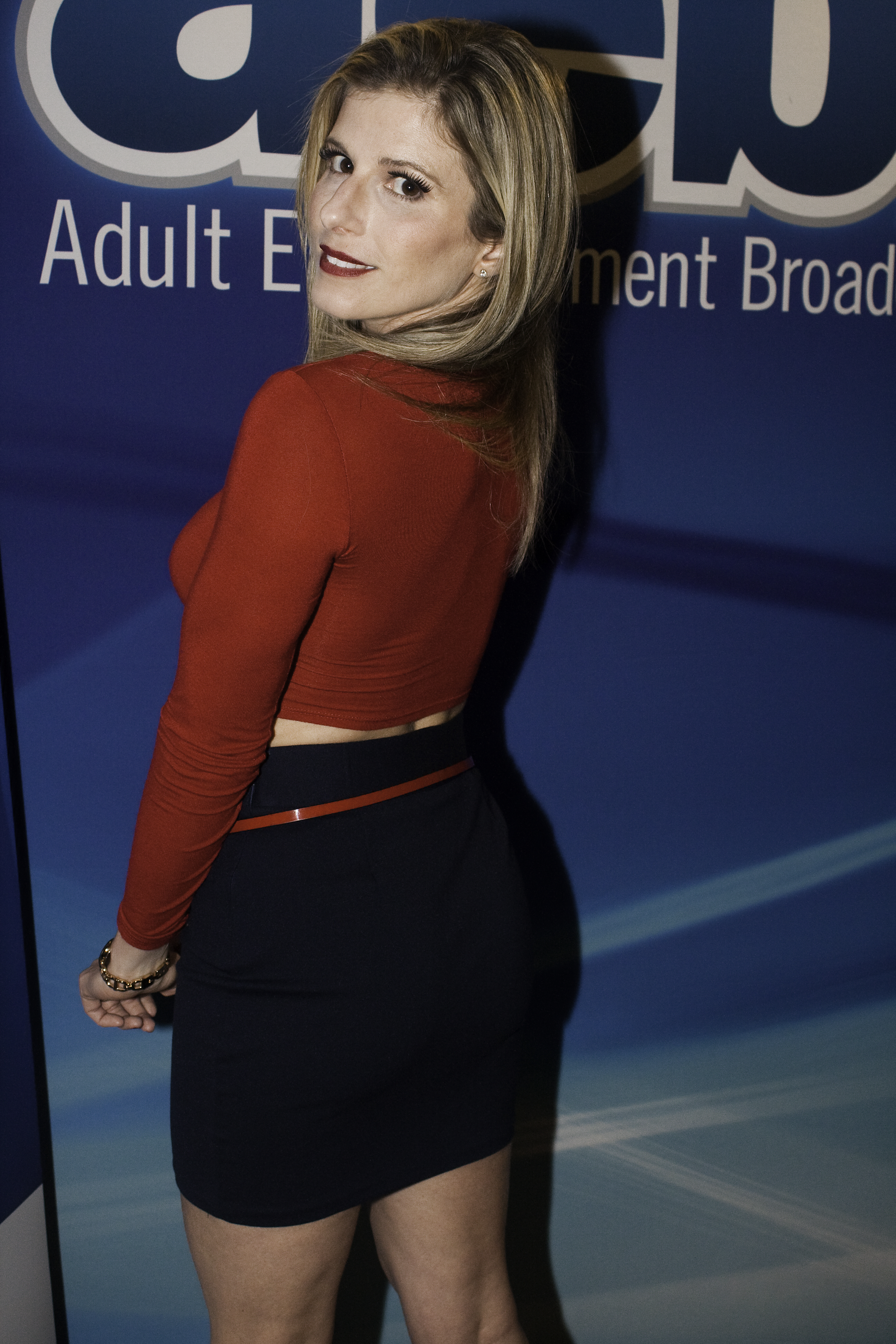
Cory Chase all'AVN Adult Entertainment Expo del 2016

Inizialmente dal 2005, ha girato video casalinghi con il marito e solo in un secondo momento ha deciso di entrare nell'industria pornografica, debuttando come attrice nel 2009, a 28 anni di età, nel film Hottest Moms In Town. Il suo nome d'arte deriva dal fatto che ha sempre amato il nome Cory, non identificabile esclusivamente nel genere femminile, mentre Chase dal fatto che, all'inizio della sua carriera da pornostar, ella era già sposata, quindi i fan non avrebbero potuto far altro che "inseguirla" (Chase in inglese).
Come attrice ha registrato oltre 370 scene per case produttrici come Pure Mature, Evil Angel, Blacked, Girlsway, Brazzers, Reality Kings, Naughty America, Pure Taboo, Bangbros, Girlfriends Film e Mofos.
Anche se nei suoi primi lavori aveva meno di 30 anni, per il suo fisico, età e attributi, è considerata fra le più famose ed importanti attrici della categoria MILF.

## Vita privata
Cory Chase è sposata con Luke Longly e i due hanno una figlia.

## Riconoscimenti
- AVN Awards
  - 2019 – Vincitrice per Favorite Indie Clip Star[7]
  - 2020 – Vincitrice per Favorite Indie Clip Star[8]
  - 2021 – Vincitrice per Favorite Indie Clip Star[9]